# Municipio de Avery Creek
El municipio de Avery Creek (en inglés: Avery Creek Township) es un municipio ubicado en el  condado de Buncombe en el estado estadounidense de Carolina del Norte. En el año 2010 tenía una población de 6.968 habitantes.

## Geografía
El municipio de Avery Creek se encuentra ubicado en las coordenadas 35°29′13.4″N 82°35′52.45″O / 35.487056, -82.5979028.